# Parafia Matki Boskiej Anielskiej w Kosarzewie
Parafia Matki Boskiej Anielskiej w Kosarzewie – parafia Kościoła Polskokatolickiego w RP, położona w dekanacie lubelsko-chełmskim diecezji warszawskiej. Msze św. sprawowane są w niedzielę o godz. 9 i 11:30.

## Historia
Parafia polskokatolicka w Kosarzewie powstała na przełomie 1930 i 1931 r. w wyniku konfliktu pomiędzy miejscowymi chłopami a proboszczem parafii rzymskokatolickiej pw. św. Jana Chrzciciela i św. Franciszka z Asyżu w Bychawie. Od tego momentu na placu użyczonym przez Szczepana Korbę rozpoczęto regularne odprawianie nabożeństw. W dniu 1 stycznia 1931 ukonstytuowała się Rada Parafialna, która wybrała na swojego duszpasterza ks. Stanisława Koca. W 1932 mieszkańcom nad którymi opiekę zaczął sprawować ks. Stanisław Piekarz udało się wybudować drewniany kościół oraz zorganizować cmentarz grzebalny. Parafia kosarzewska do 1939 rozwijała się bardzo prężnie, podczas II wojny światowej aresztowano długoletniego proboszcza parafii ks. Henryka Przastka, który zginął w niemieckim obozie koncentracyjnym w Dachau. Wszystko to hamująco i destruktywnie wpłynęło na dalsze losy tej placówki kościelnej. Po wojnie pracował tutaj ks. Stanisław Szelast. 
Od 1970 w Kosarzewie znajduje się także kościół rzymskokatolicki Najświętszej Maryi Panny Matki Kościoła.
W latach 1983–2010 proboszczem parafii był ks. dr Jerzy Bajorek, który wybudował nowy parafialny kościół, odrestaurował starą plebanię i wybudował w stanie surowym budynek z przeznaczeniem na nową plebanię, której wykończenie na razie uniemożliwia brak środków finansowych. W 2010 nominację na proboszcza przyjął ks. Artur Korpik. Od 9 lutego 2014 administratorem parafii był ks. mgr Mariusz Gajkowski. Od kwietnia 2017 kwietnia 2023 parafią zarządzał ks. mgr Andrzej Gontarek, który na stałe mieszkał przy parafii Wniebowzięcia Najświętszej Maryi Panny w Lublinie. Od kwietnia 2023 proboszczem parafii jest ks. mgr Leszek Kwiatek.  
30 lipca 2011 parafia świętowała jubileusz 80-lecia swojego zorganizowania, w uroczystościach tych wziął udział Zwierzchnik Kościoła Polskokatolickiego w RP i Ordynariusz Diecezji Warszawskiej bp prof. dr hab. Wiktor Wysoczański wraz z licznie zgromadzonym duchowieństwem.